# Essex Leopards
Die Essex Leopards sind eine professionelle Basketballmannschaft aus Brentwood in England. Der Verein wurde 1997 in Ware (Hertfordshire) als Ware Fire gegründet und ging 2003 mit den Resten der eingestellten British-Basketball-League-Franchise Leopards eine De-facto-Fusion ein. Im Anschluss trat man ab 2004 an der alten Spielstätte der Leopards in Brentwood als Essex & Herts Leopards an. Ab 2006 spielte man auch wieder in Spielstätten in London und nannte sich London Leopards. Als an der Londoner Spielstätte Barking Abbey Academy eine neue BBL-Franchise mit den East London Royals eingerichtet werden sollte, verließ man die Stadtgrenzen Londons wieder und kehrte zu seinem alten Namen zurück.

## Geschichte

### Leopards (1994 bis 2003)
Londoner Geschäftsleute kauften 1994 die Lizenz der Guildford Kings in der British Basketball League (BBL), die die zehn Jahre zuvor als die erfolgreichste englische Profimannschaft mit vier aufeinanderfolgenden Meisterschaften zwischen 1989 und 1992 angesehen werden kann. Als Leopards ließ man die Mannschaft in der London Docklands Arena in Konkurrenz zum lokalen Rivalen London Towers spielen, der in die Wembley Arena gewechselt war. In ihrer ersten Spielzeit 1994/95 erreichten die Leopards die Play-offs um die Meisterschaft der BBL, in denen man in der ersten Runde ausgerechnet gegen die Towers ausschied. Im Jahr darauf schied man in der ersten Runde gegen die Manchester Giants aus, bevor man in der Saison 1996/97 vor den Towers die reguläre Spielzeit als Erster beendete. Mit John White stellte man den „Most Valuable Player“ (MVP) der Liga in der Saison 1996/97. Im National Cup konnte man die Towers im Halbfinale besiegen und gewann im Finale gegen die Sheffield Sharks seinen ersten nationalen Titel. Im Ligapokal BBL Trophy hingegen gewannen die Towers im Viertelfinale gegen die Leopards und konnten am Ende auch den Wettbewerb gewinnen. In den Play-offs der Meisterschaft standen sich am Ende im Finalspiel die beiden Londoner Rivalen gegenüber und die Towers gewannen mit einem Punkt Unterschied 89:88 die Meisterschaft 1997.
Ab der Saison 1997/98 nannte man sich Greater London Leopards und beendete die reguläre Saison punktgleich mit den Birmingham Bullets auf dem ersten Platz, wobei mit Eric Burks erneut ein Spieler der Leopards MVP der BBL wurde. In der ersten Runde der Play-offs schied man jedoch wie zwei Jahre zuvor erneut gegen die Manchester Giants aus. In der darauffolgenden Spielzeit erreichte man nur knapp auf dem achten Platz die Play-offs, in denen man in der ersten Runde gegen die Sheffield Sharks ausschied, die ihrerseits im Halbfinale gegen den späteren Meister London Towers ausschieden. Für die darauffolgende Spielzeit wechselte man als Heimspielstätte nach Brentwood in Essex außerhalb der Verwaltungsgrenzen von Greater London. Sportlich war dieser Wechsel wenig gewinnbringend, da man erstmals in der Klubgeschichte die Play-offs verpasste.
In der Saison 2000/01 war man jedoch hinter den Towers in der zu dieser Zeit bestehenden Southern Conference der BBL Zweiter mit der drittbesten Bilanz aller Mannschaften der BBL. Das Finalspiel im National Cup verlor man mit zwei Punkten Unterschied gegen die Leicester Riders und im Play-off-Halbfinale der Meisterschaft schied man gegen die Sheffield Sharks aus. Diese sportliche Wiedergeburt war jedoch von eher kurzer Dauer, in der folgenden Saison reichte es erneut nur sehr knapp zum Einzug in die Play-offs, in denen man anschließend sofort ausschied. In ihrer letzten Saison 2002/03 benannten sich die Leopards entsprechend ihrer Spielstätte in Essex konsequenterweise in Essex Leopards um und bekamen mit dem US-Amerikaner Mike Taylor einen jungen neuen Trainer, der aus der deutschen 2. Basketball-Bundesliga nach England kam. Man gewann ein Drittel der Saisonspiele, was aber nur zum vorletzten Tabellenplatz reichte, und da der Namenswechsel keine neuen Sponsoren gebracht hatte, suspendierten sich die Leopards vom Spielbetrieb für die folgende Spielzeit und stellten sich schließlich komplett ein. Die Unterstützer der Leopards fanden aber einen Weg, Basketball ins Brentwood Centre zurückzuholen.

### Ware Fire/Rebels (1997 bis 2004)
1991 hatten sich die Watford Rebels im Wodson Park in Ware angesiedelt und erfolgreich in der unterhalb der BBL existierenden „National Basketball League“ gespielt. Nach dem Meisterschaftsgewinn 1997 zogen die Rebels erneut um und spielten in Stevenage, bevor sie zwei Jahre später nach Worthing in Sussex umzogen, wo sie als Worthing Thunder später in der BBL spielten. Nach dem Umzug der Rebels gründeten sich 1997 in Ware die Ware Fire, die als neue Mannschaft in der vierten Spielklasse der NBL anfingen. Nach drei Jahren schaffte man den Aufstieg in die dritthöchste Kategorie der NBL und da die ursprünglichen Rebels mittlerweile in Sussex als Thunder spielten, nannte man sich fortan Ware Rebels und schaffte unter diesem Namen den Durchmarsch in die zweithöchste Spielklasse der NBL. Nach einem dritten Platz in der Saison 2001/02 reichte es zum Aufstieg in die Division One der NBL, wo man in der ersten Spielzeit 2002/03 einen zehnten Platz erreichte. In der Saison 2003/04 erreichte man in der Division One der „English Basketball League“ (EBL), wie sich die zuvor bestehende NBL nun nannte, einen achten Platz.

### Essex/London Leopards (seit 2004)
Nach dem Ende der BBL-Franchise Leopards in Brentwood hatten die Unterstützer dieser Mannschaft eine Gruppe „Leopards Alive“ gegründet, die sich um eine Fortführung des Vereins bemühte. Nachdem klar war, dass nicht genügende finanzielle Ressourcen vorhanden waren, um eine Franchise in der BBL fortzuführen, ging man mit den Rebels eine Kooperation ein, die nun ihrerseits als Essex & Herts Leopards nach Essex umzogen, um neben der alten Spielstätte im Wodson Park in Ware auch in der vorherigen Spielstätte der Leopards im Brentwood Centre zu spielen. In der zweiten Spielzeit nutzte man zudem als Spielstätte das Goresbrook Centre im London Borough of Barking and Dagenham und verbesserte sich auf den sechsten Platz. Als unterklassige Mannschaft war man zudem in der zuvor als Ligapokal bestehenden BBL Trophy eingeladen, wo man jedoch alle vier Spiele hoch verlor. Der National Cup hingegen fand nunmehr ohne Beteiligung der BBL-Mannschaften statt und hier gewannen die neuen Leopards 2006 im Finale gegen die Reading Rockets ihren ersten Titel.
Nach dem teilweisen Umzug in das Goresbrook Centre überwarf man sich zwischenzeitlich mit den Eigentümern des Brentwood Centre in Essex und spielte ab 2006 nur noch in Dagenham oder in Ware. Konsequenterweise nannte man sich in London Leopards um. Während man in den Pokalwettbewerben früh ausschied, erreichte man auf dem vierten Platz in der EBL seine bisher beste Platzierung. Anschließend gab man ab 2007 die Spielstätte Goresbrook Centre innerhalb der Londoner Stadtgrenzen wieder auf und spielte eine Spielzeit nur noch in Ware, bevor man 2008 in das Brentwood Centre zurückkehrte. Nach einem dritten Platz in der Saison 2008/09 erreichte man erstmals das „Final Four“-Turnier in den Play-offs der EBL, wo man jedoch im Halbfinale ausschied. Anschließend kappte man die Wurzeln der Mannschaft aus Ware und gab die Spielstätte in Ware auf, um neben dem Brentwood Centre in der Barking Abbey Basketball Academy auch wieder innerhalb der Londoner Stadtgrenzen zu spielen. Ab der folgenden Spielzeit wurden die Mannschaften der Academy in den Verein integriert, der als BA London Leopards antrat.
Nachdem man die Saison 2009/10 nur als Tabellenneunter beendet hatte und die EBL-Playoffs verpasst hatte, erreichte man in der folgenden Spielzeit als Tabellenzweiter die Play-offs unter dem neuen Namen BA London Leopards, was die Mannschaft jedoch nicht vor einem erneuten Ausscheiden im Halbfinale bewahrte. In der folgenden Spielzeit verbesserte man sich auf den ersten Platz nach der regulären Spielzeit und gewann sowohl den National Cup als auch erstmals die Play-offs der EBL. Der seit einem Jahr laufende Aufnahmeantrag in die BBL führte zum Erfolg und Ende Juni 2012 bekam man die Zusicherung, ab der Saison 2013/14 in der BBL spielen zu können. Zuvor hatte man sich jedoch mit der Barking Abbey Basketball Academy überworfen, die nun ihrerseits ein Konsortium anführte, das als East London Royals um Aufnahme in die BBL nachsuchte. Statt in der Barking Abbey Academy spielte man nun in Basildon. Letzten Endes führten beide Aufnahmegesuche nicht zum Erfolg, da die London Leopards nicht genügend finanzielle Mittel für die Teilnahme in der geschlossenen Profiliga aufbrachten. In der Saison 2012/13 schied man als Tabellenvierter und Titelverteidiger im Halbfinale gegen den späteren Meister Reading Rockets aus, die sich die Meisterschaft zurückholen konnten. Da man nun auch keine Spielstätte innerhalb der Grenzen von London mehr hatte, gab man den Namen London Leopards zugunsten des alten Namens Essex Leopards wieder auf.